# Panehesy (noble)
|  | Aquest article tracta sobre el noble d'Amarna de la dinastia XVIII. Si cerqueu el virrei de la dinastia XX, vegeu «Panehesy». |

El noble egipci Panehesy va ser el «Cap dels servents d'Aton» al Gran Temple d'Aton (també anomenat Per-Aton o Casa d'Aton) a Akhetaton, el «Segon Profeta del Senyor de les Dues Terres» i el «Portador del Segell del Baix Egipte» durant el regnat d'Akhenaton. Aquests títols mostren que va ser molt poderós durant el període d'Amarna.
La seva casa ha estat localitzada en les ruïnes de la ciutat principal d'Amarna, a la part posterior del Camí Reial d'Amarna. En aquesta casa, hi havia un gran santuari on es representen Akhenaton, Nefertiti, i la princesa Meritaton fent ofrenes al déu Aton.
Tenia una tomba construïda a Amarna (tomba d'Amarna 6) en el grup de les tombes meridionals que conté escenes d'ell i de la seva família, i d'altres en què es mostra la família reial, però mai s'han identificat les seves restes. En els últims temps, la seva tomba va esdevenir un lloc de culte copte durant un temps i va patir danys.

## Referències

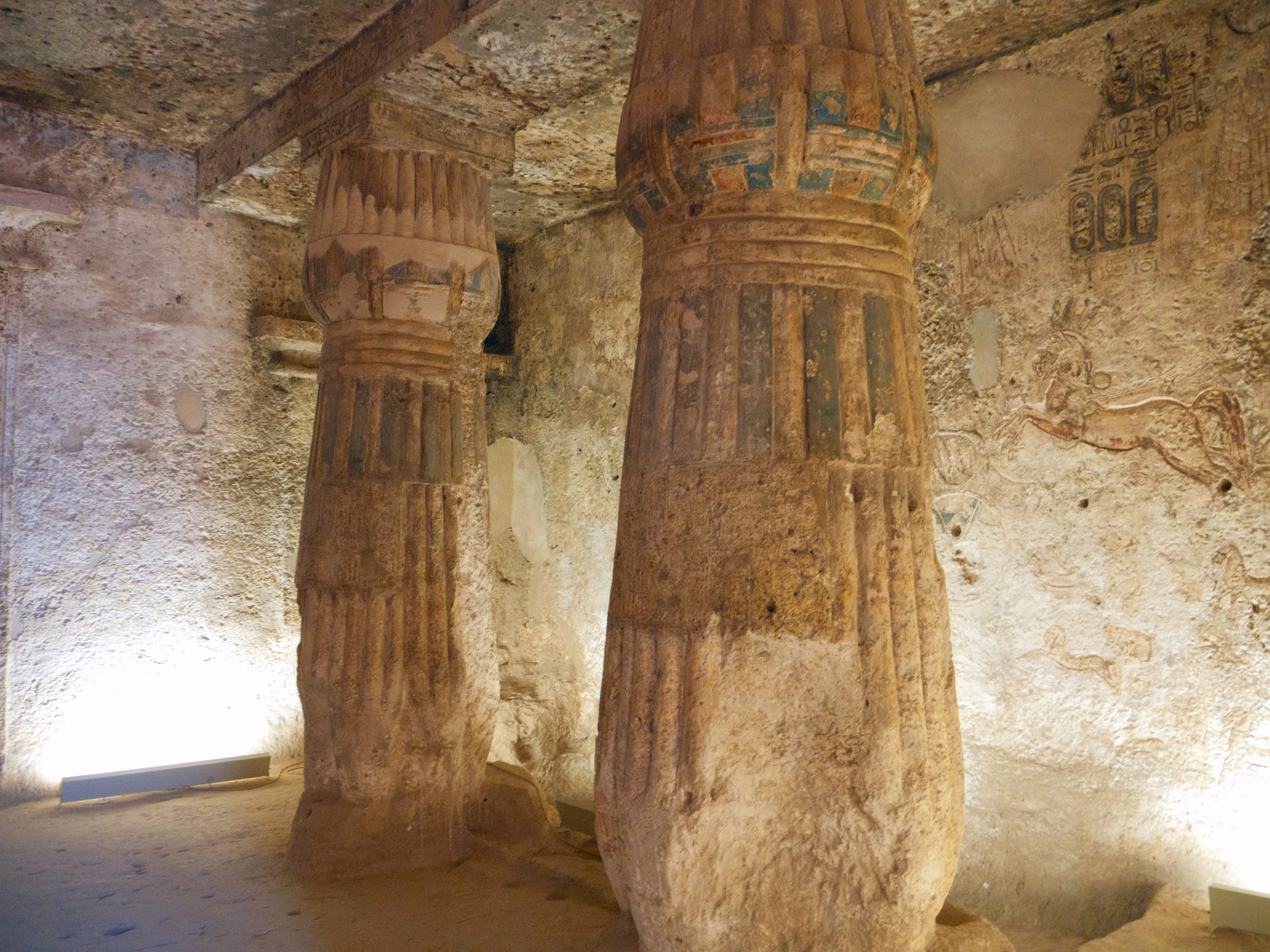
Interior de la tomba